# Cahokia
Cahokia és una vila dels Estats Units a l'estat d'Illinois. Segons el cens del 2000 tenia 16.400 habitants.

## Cahokia Mounds
El lloc històric estatal de Cahokia Mounds és una ciutat precolombina de la Cultura del Mississipi que va existir entre el 1050 i el 1350 dC a l'altra riba del Mississipi respecte la moderna Saint Louis, Missouri. Aquest parc històric es troba al sud-oest d'Illinois. El parc cobreix 890 hectàrees, o 9 km², i conté uns 80 monticles, però l’antiga ciutat era molt més gran. Al seu zenit cap al 1100 dC, la ciutat, la precolombina més gran de Nord-amèrica, cobria aproximadament 16 quilòmetres quadrats i tenia uns 120 monticles de terra fets per l'home en una àmplia gamma de mides, formes i funcions, i podia haver superat la població del Londres contemporani, que en aquell moment era d’entre 14.000 i 18.000 persones. El monticle de Monk, el centre cerimonial més gran de Cahokia, és la construcció de terra més gran del món prehistòric.

## Demografia
Segons el cens del 2000, Cahokia tenia 16.391 habitants, 5.693 habitatges, i 4.252 famílies. La densitat de població era de 658,5 habitants/km².
Dels 5.693 habitatges en un 41,2% hi vivien nens de menys de 18 anys, en un 43,2% hi vivien parelles casades, en un 25,7% dones solteres, i en un 25,3% no eren unitats familiars. En el 20,9% dels habitatges hi vivien persones soles el 8,6% de les quals corresponia a persones de 65 anys o més que vivien soles. El nombre mitjà de persones vivint en cada habitatge era de 2,84 i el nombre mitjà de persones que vivien en cada família era de 3,27.
Per edats la població es repartia de la següent manera: un 33,4% tenia menys de 18 anys, un 8,7% entre 18 i 24, un 29,4% entre 25 i 44, un 16,9% de 45 a 60 i un 11,6% 65 anys o més.
L'edat mediana era de 31 anys. Per cada 100 dones de 18 o més anys hi havia 82,5 homes.
La renda mediana per habitatge era de 31.001 $ i la renda mediana per família de 35.582 $. Els homes tenien una renda mediana de 31.806 $ mentre que les dones 22.429 $. La renda per capita de la població era de 14.545 $. Aproximadament el 22,8% de les famílies i el 24,9% de la població estaven per davall del llindar de pobresa.

## Poblacions properes
El següent diagrama mostra les poblacions més properes.